# Лозно
Вижте пояснителната страница за други значения на Лозно.
Лозно е село в Западна България. То се намира в община Кюстендил, област Кюстендил.

## География
Село Лозно се намира в Кюстендилската котловина, на 2,5 км северозападно от град Кюстендил, в полите на планината Лисец. Купно село с махали: Църковна, Козуджийска, Дръчнина и Лучанска.
Климат: умерен, преходно континентален.
През годините селото принадлежи към следните административно-териториални единици: Община Лозно (1887-1934), община Кюстендил (1934-1958), община Жилинци (1958-1971) и Община Кюстендил (от 1971 г.). 

## Население
| Година    | 1866 | 1880 | 1900 | 1926 | 1934 | 1946 | 1956 | 1965 | 1975 | 1985 | 2010 |
| Население | 316  | 482  | 636  | 860  | 858  | 797  | 1161 | 992  | 992  | 1003 | 826  |

## История
Няма запазени писмени данни за времето на възникване на селото. Останките от антично селище и средновековни църкви в селското землище свидетелстват, че района е населяван от дълбока древност.
Село Лозно е старо средновековно селище, регистрирано в турски данъчни регистри като Лозна (1570), Лужна, Ложна и Ложне (1576). В руска триверстова карта от 1878 г. е записано като Лозно.
През XVI век е направена селската вада от местността „Три кладенци“ в планината Осогово за оризищата в местността „Модро поле“ където е построена селска воденица. През 1866 г. селото има 52 домакинства с 316 жители.
През 1860 г. е открито училище. Първата училищна сграда е построена през 1872 г., а сегашната през 1924 г.
Църквата „Света Параскева“ е построена през 1872 г.
След Освобождението (1878) в селото идват преселници от Краище, Каменица и Македония. В края на XIX век Лозно има 6530 дка землище, от които 4088 дка ниви, 828 дка естествени ливади, 248 дка овощни и зеленчукови градини, 360 дка лозя, 503 дка мера, 502 дка гори и др. и се отглеждат 1772 овце, 167 говеда и 87 коня. Основен поминък на населението са земеделие, скотовъдство и домашни занаяти. През първите десетилетия на ХХ в. горите в землището на Лозно са почти унищожени. Увеличена е площта на овощните и зеленчуковине градини и на лозята. Намалено е зърнопроизводството.
През 1899 г. е учредено земеделско дружество „Света Параскева“ – първото в Кюстендилско. През 1936 г. дружеството открива магазин, а през 1966 г. – собствена сграда.
През 1922 г. е учредено читалище „Сговор“, през 1931 г. – младежко въздържателно дружество „Воля“. Открита е полудневна дестка градина – 1945 г.
През 1940 г. в селото се отглеждат 1000 овце, 9 кози, 185 вола, 165 крави и телета, 12 коня, 10 кобили, 10 магарета, 165 свине, 50 пчелни кошера. Селяните притежават още 40 плуга, 40 веялки, 100 волски коли и 50 каруци.
През 1948 г. се създава ТКЗС„Червена звезда“, което от 1960 г. е в състава на ДЗС – Кюстендил, а от 1979 г. – в състава на АПК „Осогово“ – Кюстендил.
Построени са нов кооперативен дом, язовир „Дренов дол“ (1959-1962)микроязовир „Лозно“ (1969), пощенска станция (1973), станция за напояване (1973). Открит е фелдшерски пункт (1959). Гробищата са преместени от църковния двор в района южно от селото (1965). Строят се множество обществени и частни сгради. Улиците са асфалтирани, а селото – благоустроено. Селото е електрифицирано (1945) и водоснабдено (1950).
В началото на XXI век в резултат на промените в страната след 1989 г. и засилената миграция населението намалява. Перспективите за развитие на селото са свързани с овощарството и развитието на селски, културен и църковен туризъм.

## Исторически, културни и природни забележителности
- Възрожденска църква „Света Параскева“. Построена е през 1872 г. Представлява трикорабна едноапсидна. псевдобазилика, с една апсида. Корабите са разделени с дървени колони, две от които поддържат отделението за хора. Отвън на западната стена е вградена каменна плоча с надпис „Янакия перви майстор 1872“. Според местни спомени този майстор е бил Яначко Уйненски от с.Горно Уйно. Средния кораб е снабден с четири слепи купола, изпълнени със стенописи. Двата тавана на страничните кораби са плоски, с дъсчена обшивка. Иконостасът е с дъсчена направа без резба, изпълнен с растителни орнаменти. Църквата е с богата стенописна украса, изпълнена от неизвестен живописец през 1873 г. Иконите в църквата са от 1872 г. и са дело на Иван Доспевски.
- Паметник на Съединението.

## Религии
Село Лозно принадлежи в църковно-административно отношение към Софийска епархия, архиерейско наместничество Кюстендил. Населението изповядва източното православие.

## Обществени институции
- Кметство Лозно.
- Читалище „Пенчо Рачов Славейков“ – действащо читалище, регистрирано под номер 1501 в Министерство на културата на Република България, което притежава библиотека с 4804 тома.

## Редовни събития
- 6 септември – Празник на селото (земляческа среща – събор)
- Спасовден – курбан в местността „Китка“
- Петковден – курбан в двора на Църквата „Света Петка (Параскева)“

## Известни личности
Родени в Лозно
- Антон Алексиев – билколечител
- Атанас Христов – първият кмет на Лозненската селска община след Освобождението (1883)
- Димитър Цветков (Димитър Ц. Николов) (1847 – 18 май 1935) – опълченец, удостоен със званието „почетен гражданин на Кюстендил“ през 1928 г.
- Яким Лучански – учител, кмет на Кюстендил (1918 – 1919)
- Васил Матуски – деец на БЗНС, 2 пъти кмет на Кюстендил (1920 и 1922 – 1923).

Починали в Лозно
- Кирил Алексов (1945 – 2013) – политик